# Велоночь
Велоно́чь — международный формирующий проект в форме ночной велосипедной прогулки в сопровождении научных комментариев и музыки в прямой радиотрансляции, а также театральных перформансов и видеопроекций. Создаётся научным советом Velonotte International под руководством российского историка Сергея Никитина.
Тематические Велоночи посвящены определённым историческим, архитектурным, урбанистическим, литературоведческим и экологическим сюжетам. Научные основания методики создания и проведения мероприятия была представлена на Апрельских чтениях ВШЭ. Она сочетает познавательное и спортивное начала с удовольствием от созерцания ночного пейзажа. В каждом городе Велоночь организуется в прямом эфире местной радиостанции. Это решение в десятки раз увеличивает аудиторию образовательного компонента инициативы. В РФ это Серебряный Дождь, Маяк, Бим-радио, Авторадио и Кекс ФМ, в Великобритании — Resonance FM, в Италии — Radio Citta' Futura и Rai2, в Стамбуле — Acik Radio, в Туле — Наше радио.
Во время Петроградской Велоночи в Санкт-Петербурге была открыта мемориальная доска на доме, где жил поэт Александр Введенский.
В 2014 году в рамках подготовки к Звёздной Велоночи в Казани власти провели ремонт асфальта на дороге к Зилантову монастырю.

## Формат проекта
Специфика проекта в том, что сочетаются следующие факторы: физические усилия (20-35 км маршрута, зачастую сложный рельеф), экология (тишина, велосипед), особенность восприятия в ночное время, интеллектуальные эмоции (восторг от узнавания нового), стремление к эстетизации (подсветка памятников, элементы театрализации и маскарада), специально подобранный саундтрек, подводящий к теме и создающий настроение для искомого восприятия события.

## Творческий коллектив
Для каждой Велоночи собирается отдельное научно-производственное бюро; подбираются по теме искусствоведы, историки, архитекторы, психологи, лингвисты, спортсмены, критики, методологи, дизайнеры, экологи, археологи, инженеры, ботаники, урбанисты и, с другой стороны, специалисты по маркетингу и брендингу территории, организации движения. Учитывая количество участников — от 2000 до 6000 — проект де факто становится городским мероприятием, в связи с этим Велоночь проходит при поддержке всех городских служб (ЖКХ, ГИБДД, Полиция, МЧС и др.).

## Хронология событий
С 2007 до настоящего времени состоялись девять Велоночей в Москве и десять в других городах мира.
- Московская Велоночь от Садового до Плющева, посвящённая индустриальному наследию окраин юго-востока Москвы, районов и исторических местностей Перово, Лефортово, Андроновка, Карачарово, Нижегородский, Дангауэровка; среди них заключительная постройка Константина Мельникова — Гараж Госплана на Авиамоторной улице;
- Вторая Архитектурная Велоночь: Москва инженера Шестакова (при участии архитектуроведов Наталии Броновицкой и Анны Броновицкой[5] объединила ключевые памятники столичного конструктивизма, такие как ДК им. Зуева (И.Голосов), Пресненский универмаг (Братья Веснины), Бахметьевский гараж (Константин Мельников), ДК Каучук, которые были выстроены на рубеже 1920—1930-х годов как части ансамбля большой кольцевой магистрали, которая осталась проектом;
- III Московская Велоночь «Экспериментальная архитектура Юго-Запада» обратилась к эпохе создания этого известного района столицы, когда здесь трудились такие мастера как Яков Белопольский, Натан Остерман, Леонид Павлов, жили Сергей Аверинцев, Дмитрий Пригов и другие замечательные люди;
- IV Московская Велоночь — «Северо-Восторг» — была посвящена посвящена памяти историка Москвы Юрия Николаевича Александрова[6] и развила направление изучения наследия московских окраин (Соколиная гора, Измайлово, Гольяново, Метрогородок, Черницыно): спикерами стали архитектор Николай Лызлов, философ и переводчик Сергей Ромашко, историк Андрей Топычканов, архитектурный критик Елена Гонсалес, психологи Марина Авдонина и Юрий Ширков;
- Пятая Московская Велоночь «Царская дорога» прошла по Ленинградскому шоссе, объединив историю российского футбола (стадион «Динамо»), архитектурные памятники Речного вокзала, Петровского путевого дворца, писательские кварталы у метро Аэропорт, усадьбы Михалково, железнодорожной станции Подмосковная, историю создания Катюши и психиатрическую больницу из романа «Мастер и Маргарита». Спикеры: Владимир Войнович, Владимир Паперный, Ольга Елисеева, Александр Нилин, Михаил Шифрин, Юрий Егоров[7];
- Петроградская Велоночь объединила ведущих исследователей Петербурга и его архитектуры: Марию Макогонову, Бориса Кирикова, Анну Петрову, Алексея Левчука, архитектора Сергея Чобана, ключевые и малоизвестные ансамбли модерна и ар деко Петроградской стороны, отсюда и название инициативы. В июльскую полночь около пяти тысячи участников стартовали с Дворцовой площади, отправились рассматривать стадион Петровский, площадь Толстого с романтической архитектурой Розенштейна-Белогруда, Дом на Карповке, дом Александра Введенского, в заключении возложив венок на месте дуэли Пушкина. Среди персонажей экскурсии особое место занимали лауреаты Нобелевской премии — Иван Павлов, Петр Капица и Иосиф Бродский. Велоночь проходила в рамках Года Италии в России, одна из остановок была посвящена Михаилу Лозинскому и его переводу Божественной комедии, начатому на Петроградке. В рамках фестивальной программы выступил специалист по русскому авангарду Алессандро де Магистрис. Рассвет велоночники встретили пикником и концертом на крыше торгового центра близ Черной речки[8].
- Велоночь «Золотой Запад» при участии Эльдара Рязанова, Наума Клеймана, Сергея Скуратова, Александра Кибовского[9] была посвящена 200-летнему юбилею Отечественной войны 1812 года, пройдя по достопримечательностям вблизи Кутузовского проспекта и Рублевского шоссе, Мосфильма и Поклонной горы.
- Велоночь памяти В. В. Маяковского стартовала на Канатчиковой даче и прошла по районам Юга Москвы (Даниловский, Донской, Москворечье-Сабурово, Нагатино-Садовники, Нагорный, Северное Чертаново, Центральное Чертаново, Южное Чертаново, Коломенское) под аккомпанемент рассказов Артемия Троицкого, Сергея Кузнецова, Юрия Пальмина, Рафаэля Авакова, Андрея Топычканова, Леонида Беляева, Александра Забрина, Аркадия Шмиловича. Специально по этому случаю свои версии стихов Маяковского записали актеры Московского театра им. В. В. Маяковского, Константин Хабенский и Дмитрий Губерниев[10], стихи транслировались в прямой трансляции Радио Маяк. Фирма Мелодия выпустила к Велоночи сувенирный компакт-диск с этими записями, дополнив их классическими исполнениями 1930—1980-х годов, собранными Григорием Ефремовым.
- Пушкинская Велоночь была посвящена 200-летию первой публикации А. С. Пушкина, о пушкинской Москве и Москве пушкинистов рассказывали Федор Успенский, Олег Лекманов, Наталья Домашнева, Стефано Алоэ (Университет г. Вероны, Италия), Марина Авдонина, при поддержке Музея Пушкина. Разговор шел о Наталье Николаевне, о Василии Львовиче, о Пушкинских речах Ф. М. Достоевского и И. С. Тургенева, опере Евгений Онегин Чайковского и трудностях с цензурой оперой «Золотой Петушок» Римского-Корсакова, о Лотмане. Остановка была и у точного места рождения А. С. Пушкина на углу Малой Почтовой улицы и Госпитального переулка, установленного Романюком, консультировавшего научный совет Велоночи. Вместе с тысячами участников от Пушкинской площади на тройке отъехал из Москвы и сам Александр Пушкин[11]. Маршрут Пушкинской Велоночи проходил по классическим московским историческим местностям: Сокольники, Немецкая слобода, Красные ворота, Огородная слобода,Чистые пруды, Ивановская горка, Кремлёвская набережная, Манежная площадь, Площадь Революции, Тверская улица, Ленинградский проспект. Завершилась прогулка в Петровском парке, одном из любимых мест москвичей Золотого века.
- Московская Метровелоночь к 80-летию Московского метро рассказала о московской подземке и её создателях — архитекторах, инженерах, художниках. Спикеры: Григорий Ревзин, Наталья Душкина, Игорь Каспе, Арина Холина и главный архитектор г. Москвы Сергей Кузнецов.
- Римская Велоночь прошла по недавней урбанистической истории Вечного города, затронув кварталы ЭУР, Гарбателла, Тестаччо и Авентин. Спикеры: Жан-Луи Коэн, Пьер-Остилио Росси и Витторио Видотто — двух историков из римского университета «La Sapienza»[12].
- Римская Ботаническая Велоночь началась в Ботаническом саду Рима с специально подготовленной экскурсии[13]. Среди объектов маршрута были пиньи, каменные дубы, платаны. Особо рассматривался зелёный декор Университета Сапьенца, виллы Торлони, квартала Номентана и района Виа Венето и Испанской лестницы.
- Лондонская «Олимпийская» Велоночь с лайтшоу iGuzzini и концертом струнного оркестра консерватории Тринити Колледж (Trinity Laban conservatory of music and dance). Спикеры: Питер Акройд, Ричард Роджерс, Дэвид Аджай, Сергей Романюк.
- Для второй Лондонской Велоночи была выбрана особая эпоха и её главный принц-консорт Альберт. Спикеры: Лайза Пикар, Филипп Мансел (Society for Court studies), Эндрю Сэйнт, Адам Томпсон, Джерри Уайт.
- Андрей Виниус и Михаил Федорович стали героями Железной Велоночи в Туле, которая прошла в августе 2016. Формат был несколько изменён: старт инициативы был назначен на 22:00, прогулка завершилась у стен Кремля около двух часов ночи. Михаил Майоров рассказывал об утраченных некрополях, Игорь Юркин о семьях Виниусов и Демидовых, Марина Авдонина о французских летчиках эскадрильи Нормандия-Неман, Людмила Бритенкова о зарождении самоваростроения в России. В рамках Велоночи были установлены мемориальные знаки: Владимиру Уклеину на фасаде Государственного архива Тульской области и Андрею Виниусу на фасаде административного здания ТОЗ.
- Также Велоночи прошли в Нью-Йорке, Казани, Стамбуле.